# 체사
체사(이탈리아어: Cesa)는 이탈리아 캄파니아주 카세르타도의 코무네다. 나폴리로부터 북쪽으로 15km, 카세르타로부터 남서쪽으로 14km거리에 있다.